# Paul Galdone
Paul Galdone, né le 2 juin 1907 à Budapest et mort le 7 novembre 1986 à Nyack dans l’État de New York, est un auteur et dessinateur américain. Il est connu pour son œuvre d’illustration de livres pour enfants.

## Biographie
Né vers 1907 ou 1914 à Budapest, Paul Galdone émigre aux États-Unis dans les années 1920, à l’âge de 14 ans. Il étudie les arts à la Art Students League et à la  New York School for Industrial Design. Pendant la Seconde Guerre mondiale il fait son service militaire avec l’armée américaine. 
Au cours de sa longue carrière, Paul Galdone a illustré des dizaines d’ouvrages d’auteurs divers ainsi que ses propres adaptations de contes traditionnels ou folkloriques. Il est peut-être le mieux connu pour avoir illustré pratiquement tous les livres de Eve Titus, dont ceux de la série Basil of Baker Street. Il a été mis en nomination pour l’obtention de la Médaille Caldecott pour son illustration des livres de Eve Titus Anatole (1957) et Anatole and the Cat (1958).
Paul Galdone est mort à Nyack, dans l’État de New York, des suites d’une crise cardiaque. En 1996, on lui a décerné à titre posthume le prix Kerlan pour sa contribution à la littérature enfantine.